# Panasonic RF-2400
Panasonic RF-2400 – przenośny monofoniczny radioodbiornik produkowany od 2009 roku przez firmę Panasonic.

## Charakterystyka
RF-2400 to małe przenośne radio wyposażone w duży głośnik i pionową skalę. Odbiornik posiada dwa zakresy: FM (88–108 MHz) i AM (530–1600 kHz). Strojenie umożliwia gałka znajdująca się po prawej stronie obudowy. Potencjometr głośności zlokalizowano pod pokrętłem strojenia, natomiast z lewej strony radia umieszczono gniazdo słuchawkowe oraz gniazdo AC 230 V. Istnieje także możliwość zasilania radia z czterech baterii. Ponadto tuż nad skalą umieszczono przełącznik zakresów, a obok diodę sygnalizującą dostrojenie w obu pasmach (AM i FM). Odbiornik jest wyposażony w wewnętrzną antenę ferrytową dla pasma AM oraz w zewnętrzną antenę teleskopową dla odbioru pasma FM.
Obecnie (2012) jest produkowany w szarej wersji kolorystycznej.